# Theda Skocpol
Theda Skocpol, född 4 maj 1947 i Detroit, Michigan, är en amerikansk sociolog och statsvetare. Hon är professor vid Harvard University, där hon är verksam som dekanus vid Graduate School of Arts and Sciences.
Skocpol är en av de mest inflytelserika statsvetarna i samtiden, och har skrivit såväl akademiska som populärvetenskapliga böcker i ämnet. Hon företräder en historie-institutionell skola och använder komparativ metod. Till statsvetenskapen har hon bidragit bland annat med sin teori om staters autonomi.
2007 tilldelades Skocpol Skytteanska priset.

## Utbildning
Skocpol avlade kandidatexamen 1969 vid Michigan State University, och doktorerade 1976 vid Harvard University; en av hennes lärare där var Barrington Moore.

## Verk
Tre år efter att hon doktorerat utkom hennes avhandling States and Social Revolutions i vilken hon jämför revolutionerna i Ryssland, Frankrike och Kina. Bakgrunden till hennes ämnesval var dels att hon var marxist och amerikan, dels att hemlandet USA under bokens tillkomst deltog i det kritiserade Vietnamkriget för att stävja en sådan utveckling som hon som marxist sympatiserade med. 
Till skillnad från de klassiska tolkningarna av de revolutioner avhandlingen behandlar, fokuserar Skocpol delvis på de sociala strukturerna som hon menar frambringat de lägre samhällsklassernas uppror. Revolutioner, menar Skocpol, uppstår inte ur idéer som upplysningen eller revolutionär litteratur, utan under påverkan av flera yttre och inre faktorer, som hot av främmande makt, ekonomiska orättvisor och olika politiska beroendeförhållanden. Grundläggande för avhandlingen är vidare att Skocpol skiljer samhällsrevolutioner (som leder till strukturella förändringar) från politiska revolutioner (som bara leder till maktcirkulation): hon fäster stor vikt vid att analysera hur lyckade revolutionerna har varit, där hon menar att hur den statliga organisationen förändrats är det avgörande kriteriet för detta. Men eftersom enbart militären har de resurser som krävs för att genomföra en revolution, har diktatorer ofta tagit över makten och därmed enbart genomfört en politisk revolution som inte påverkat de sociala strukturerna i det aktuella landet.
Med denna slutsats förkastade Skocpol marxismens revolutionsidé, men också dess vetenskapliga metod, och kom sedan att förorda strukturalism. 
I Protecting Soldiers and Mothers: The Political Origins of Social Policy in the United States (1992) analyserar hon den amerikanska välfärdsstaten. Detta blev också hennes definitiva genombrott som forskare; hon blev därefter en ledande debattör i TV, och har flera gånger mött Bill Clinton med flera. Med boken Diminished Democracy (2003) går hon i polemik mot sin vän och kollega Robert Putnam för dennes teori om det sociala kapitalet och förespråkar i stället institutionalism; staten bör gynna demokratins stärkande genom institutionella reformer.

### Böcker där Skocpol varit redaktör
- Marxist Inquiries: Studies of Labor, Class, and States (med Michael Burawoy), University of Chicago Press (Chicago, IL), 1982.
- Vision and Method in Historical Sociology, Cambridge University Press, 1984.
- Bringing the State Back In (med Peter B. Evans och Dietrich Rueschemeyer), Cambridge University Press, 1985.
- The Politics of Social Policy in the United States (med Margaret Weir och Ann Shola Orloff), Princeton University Press, 1988.
- American Society and Politics: Institutional, Historical, and Theoretical Perspectives (med John L. Campbell), McGraw-Hill (New York), 1995.
- States, Social Knowledge, and the Origins of Modern Social Policies (med Dietrich Rueschemeyer), Princeton University Press, 1996.
- The New Majority: Toward a Popular Progressive Politics (med Stan Greenberg), Yale University Press (New Haven, CT), 1997.
- Democracy, Revolution, and History (med George Ross, Tony Smith, och Judith Eisenberg Vichniac), Cornell University Press (Ithaca, NY), 1998.
- Civic Engagement in American Democracy (med Morris P. Fiorina), Brookings Institute Press (Washington, DC)/Russell Sage Foundation (New York City), 1999.